# Jokūbavas
Jokūbavas je ves v západní části Litvy, v Žemaitsku, v Klajpedském kraji, v okrese Kretinga  (litevsky Kretingos rajono savivaldybė), v nižší administrativně-územní jednotce (na úrovni pověřené obce) jménem Žalgirio seniūnija (Seniorát Žalgiris).

## Historie a popis
Tato administrativně-územní jednotka je jednou z mála v Litvě, kde název není shodný s jejím centrem, kterým je v tomto případě obec Raguviškiai. Obec Jokūbavas je 10 km na jihovýchod od Kretingy na silnici do Gargždů. Od této cesty zde začíná i cesta – spojka místního významu do vsi Raguviškiai a slepá silnice do zahrádkářské kolonie „Rasa“ na břehu řeky Minija. V Jokūbavě je kostel Nejsvětější Panny Marie, základní škola A. Stulginského s muzeem historie kraje, pošta (PSČ: LT-97008), dvůr, který v letech 1777–1778 postavil vlastník Karteny Jokūbas Nagurskis spolu s kostelem a městečkem, a vymohl si od krále Stanislava Augusta privilegium, povolující v městečku pořádat trhy. V parku dvoru byl roku 1991 postaven památník litevskému prezidentovi Aleksandru Stulginskému, který zde bydlel v letech 1926–1941. Vedle dvora v místě za války požárem zničeného kostela byl postaven nový. Na Jokūbavském hřbitově je pochována Nijolė Dariūtė-Maštarienė (1925–1990), veřejná činitelka, malířka a lékařka.

## Etymologie názvu
Název vsi dal městečku jeho zakladatel – podle svého křestního jména Jokūbas, příponou -avas.